# Skladnja (računalništvo)
Skladnja programskega jezika ali nauk o zgradbi jezika govori o združevanju elementov jezika, na primer besed, v višje strukture, na primer v stavke. Skladnja enolično določa obliko dovoljenih izrazov v danem programskem jeziku.